# Charmops granulosus
Charmops granulosus là một loài tò vò trong họ Ichneumonidae.